# Shay Gap Airport
Shay Gap Airport är en flygplats i Australien. Den ligger i kommunen East Pilbara och delstaten Western Australia, omkring 1 400 kilometer norr om delstatshuvudstaden Perth. Shay Gap Airport ligger 174 meter över havet.
Trakten runt Shay Gap Airport är nära nog obefolkad, med mindre än två invånare per kvadratkilometer.. Det finns inga samhällen i närheten.
Omgivningarna runt Shay Gap Airport är i huvudsak ett öppet busklandskap.  Genomsnittlig årsnederbörd är 635 millimeter. Den regnigaste månaden är januari, med i genomsnitt 238 mm nederbörd, och den torraste är september, med 1 mm nederbörd.